# Maorivlag

Tino Rangatiratanga, de nationale Maori vlag (ratio 5:9)

De nationale Maorivlag, ook wel de Tino Rangatiratanga-vlag genoemd naar het concept tino rangatiratanga, wordt gebruikt om de Maori van Nieuw-Zeeland te vertegenwoordigen. In 2009 werd de Tino Rangatiratanga-vlag (ook wel kortweg Tino genoemd) gekozen als de nationale Maorivlag na een landelijke raadpleging. De vlag werd voor het eerst onthuld op Waitangi Day in 1990. Hoewel de vlag geen officiële status heeft van de Nieuw-Zeelandse regering, wordt hij wel gebruikt bij officiële gelegenheden.
De vlag maakt gebruik van de nationale kleuren van Nieuw-Zeeland: zwart, okerrood en wit of zilver. Elk van de kleuren verwijst naar een rijk in het scheppingsverhaal van de Maori-mythologie: zwart is Te Korekore (potentieel wezen), rood is Te Whai Ao (ontstaan), en wit is Te Ao Mārama (het rijk van wezen en licht). Het ontwerp toont een koru (Maori voor varenvrucht), een veelvoorkomend ontwerp in Maori tatoeage en beeldhouwwerk. Het symboliseert vernieuwing en hoop voor de toekomst. Het witte gedeelte van de vlag is ook een verwijzing naar de Maorinaam voor Nieuw-Zeeland, Aotearoa, of "Land van de lange witte wolk".
Tijdens de referenda over de vlag van Nieuw-Zeeland in 2015-2016 benaderden organisatoren de ontwerpers van de Tino Rangatiratanga-vlag over de mogelijkheid om deze vlag op te nemen als kandidaat voor een nationale vlag, maar de ontwerpers weigerden.

## Overige Maori vlaggen

Vlag van Nieuw-Zeeland
De vlag van de Verenigde Stammen van Nieuw-Zeeland
De vlag van de Verenigde Stammen van Nieuw-Zeeland (variant met zwarte omlijning)
Nieuw-Zeelandse rode vaandel
Voorbeeld van een Nieuw-Zeelandse rode vaan beklad met de naam van een Iwi
Meest populaire vlag van de Kotahitanga beweging
Bastionpunt vlag

De regering van Nieuw-Zeeland blijft de vlag van Nieuw-Zeeland erkennen als het nationale symbool van zowel Maori- als niet-Maori-burgers. Volgens het ministerie van Cultureel Erfgoed moet de Tino Rangatiratanga worden gevlogen op een manier die "de status van de Nieuw-Zeelandse vlag respecteert als het symbool van het koninkrijk, de regering en het volk van Nieuw-Zeeland." Als de vlaggen aan verschillende vlaggenmasten hangen, mogen ze volgens het protocol even hoog zijn. Als ze aan dezelfde vlaggenmast hangen, moet de nationale vlag van Nieuw-Zeeland bovenop wapperen. Het was een van de drie andere vlaggen die overwogen werden tijdens de openbare hui in 2009, samen met de vlag van de Verenigde Stammen van Nieuw-Zeeland en de Rode Vaan. Samen kregen de drie minder dan een vijfde van de publieke stemmen.
De vlag van de Verenigde Stammen van Nieuw-Zeeland (Maori: Te Kara) is een vlag die op 20 maart 1834 door een confederatie van Maorileiders werd gekozen uit drie ontwerpen van de Britse missionaris Henry Williams. Op het moment van de keuze was Nieuw-Zeeland geen kolonie van de Britse kroon en werd de vlag beschouwd als de vlag van Nieuw-Zeeland. Pas later, toen de natie een Britse kolonie werd en de Union Jack de officiële vlag, werd deze vlag bekend als de vlag van de Verenigde Stammen. Hoewel het weinig stemmen kreeg in de hui van 2009 om een vlag te kiezen, kreeg het de steun van een paar vocale Maorileiders.